# Campionato Italiano Velocità 2008
Il campionato italiano velocità 2008 è l'ottantasettesima edizione del campionato italiano velocità. In questa annata sono attive quattro categorie: la Superbike, la Supersport, la Stock 1000 e la Classe 125.

## Stagione
Nella classe Superbike, il titolo va a Luca Scassa, campione nazionale in sella ad una MV Agusta F4 312 R del team Union Gimotorsports. Scassa sopravanza di ventitré punti Claudio Corti con Yamaha, già suo rivale nella sfida per il titolo della stock1000 nel 2006. MV Agusta prevale anche tra i costruttori con due vittorie e tre secondi posti staccando di sedici punti la più diretta delle inseguitriciː Honda. Nella Supersport netto dominio di Yamaha che vince tutte le gare in calendario; tra i piloti della casa giapponese sono Danilo Marrancone (in forza al team WRC by Services) e Massimo Roccoli (Yamaha Lorenzini by Leoni) a giocarsi il titolo. A fine stagione, pur disputando una gara in meno (salta Vallelunga per incompatibilità di regolamento con la sua contemporanea partecipazione al mondiale Supersport, venendo sostituito da Michele Pirro), la spunta Roccoli. Per il pilota riminese si tratta del terzo titolo consecutivo.
Nella Stock1000 Michele Pirro bissa il titolo della stagione precedente in sella ad una YZF-R1 del team Yamaha Lorenzini by Leoni. Il principale avversario per il titolo di Pirro è stato Davide Giugliano che, in sella ad una Suzuki GSX-R1000 del team TCM Cruciani Moto, chiude a meno sei punti ma sale sul podio in ognuna delle sei gare in calendario. Tra i costruttori prevale Yamaha per nove punti su Suzuki. Nella classe 125 il titolo va a Lorenzo Savadori in sella ad un'Aprilia RS 125 R del team RGCM. Savadori ottiene tre vittorie e tre secondi posti sopravanzando di nove punti Riccardo Moretti su Honda (tre vittorie e due secondi posti in stagione); più staccati gli altri piloti. Perfetta parità tra i costruttori con Aprilia e Honda che ottengono lo stesso numero di punti, di vittorie e di piazzamenti.

## Calendario
Dove non indicata la nazionalità si intende pilota italiano.
| Prova | Data         | Circuito        | Vincitore       | Vincitore         | Vincitore        | Vincitore        |
| Prova | Data         | Circuito        | Superbike       | Supersport        | Stock 1000       | Classe 125       |
| ----- | ------------ | --------------- | --------------- | ----------------- | ---------------- | ---------------- |
| 1     | 20 aprile    | Mugello prova 1 | Claudio Corti   | Massimo Roccoli   | Michele Pirro    | Lorenzo Savadori |
| 2     | 4 maggio     | Monza           | Claudio Corti   | Danilo Marrancone | Davide Giugliano | Riccardo Moretti |
| 3     | 25 maggio    | Vallelunga      | Norino Brignola | Danilo Marrancone | Michele Pirro    | Lorenzo Savadori |
| 4     | 27 luglio    | Misano prova 1  | Norino Brignola | Massimo Roccoli   | Davide Giugliano | Riccardo Moretti |
| 5     | 28 settembre | Misano prova 2  | Luca Scassa     | Massimo Roccoli   | Michele Pirro    | Lorenzo Savadori |
| 6     | 19 ottobre   | Mugello prova 2 | Luca Scassa     | Massimo Roccoli   | Stefano Cruciani | Riccardo Moretti |

## Classifiche

### Superbike

#### Elenco Partecipanti[29]
Dove non indicata la nazionalità si intende pilota italiano.
| Nº  | Pilota                | Motoclub          | Squadra                 | Motocicletta       | Gomma |
| --- | --------------------- | ----------------- | ----------------------- | ------------------ | ----- |
| 1   | Marco Borciani        | Biassono          | GPM Racing Chemiba      | Ducati 999         | D     |
| 5   | Riccardo Chiarello    | Brogliano         | Penta Race Best Motors  | Suzuki GSX-R1000   | P     |
| 5   | Riccardo Chiarello    | Brogliano         | Penta Race Best Motors  | Suzuki GSX-R1000   | D     |
| 7   | Luca Turano           | Portanuova        |                         | Suzuki GSX-R1000   | D     |
| 7   | Cosimo Chirone        | Wolf & Fox        | Pro. Com. Racing        | Suzuki GSX-R1000   | B     |
| 8   | O. Inclaza            | G. Agostini       |                         | Suzuki GSX-R1000   | P     |
| 9   | Claudio Cipriani      | Sestese           |                         | Yamaha YZF-R1      | P     |
| 10  | Lorenzo Mauri         | Oggiono           | Team Spring Ducati      | Ducati 999         | P     |
| 11  | Mauro Lucchiari       | Ducati Padova     | GPM Racing Chemiba      | Ducati 999         | D     |
| 12  | Alessandro Traversaro | Ligurbike         | Playteam                | Yamaha YZF-R1      | M     |
| 14  | Gabriele Perri        | Porta Nuova       | Ram Racing Team         | Yamaha YZF-R1      | D     |
| 16  | Maurizio Prattichizzo | Biassono          | Team Factory SBK        | MV Agusta F̩4 312 R | D     |
| 18  | Thomas Bridewell      | ACU               | Team NB                 | Suzuki GSX-R1000   | D     |
| 19  | Federico Clementini   | Spoleto           |                         | Yamaha YZF-R1      | P     |
| 22  | Ferdinando Di Maso    | A.M.M.            | Boselli Racing          | Suzuki GSX-R1000   | M     |
| 23  | Cosimo Diviccaro      | Sport Puglia      |                         | Yamaha YZF-R1      | P     |
| 24  | Luca Conforti         | Franciacorta      | Emmebi Team             | Honda CBR1000RR    | P     |
| 25  | Massimo Signorin      | Thiene            |                         | Honda CBR1000RR    | D     |
| 27  | Alfonso Castaldo      | Crazy Old Man     |                         | Suzuki GSX-R1000   | P     |
| 29  | Giuseppe Zannini      | F. Baracca        | Team Gomme & Service    | Honda CBR1000RR    | P     |
| 29  | Giuseppe Zannini      | F. Baracca        | Team Gomme & Service    | Honda CBR1000RR    | D     |
| 30  | F. Barbieri           | Mercurio          | Playbike                | Suzuki GSX-R1000   | P     |
| 33  | Sandro Cocchi         | Portomaggiore     |                         | Honda CBR1000RR    | P     |
| 36  | Valter Durigon        | Omobono Tenni     | Temerario Team          | Yamaha YZF-R1      | D     |
| 37  | Davide Caselli        | Franciacorta      | Metasystem RS           | Yamaha YZF-R1      | P     |
| 39  | Massimo Arconero      | Paolo Tordi       |                         | Honda CBR1000RR    | D     |
| 40  | G. Carmeli            | Leone Rampante    | 44 Racing Team          | Honda CBR1000RR    | M     |
| 40  | G. Carmeli            | Leone Rampante    | 44 Racing Team          | Honda CBR1000RR    | D     |
| 44  | Andrea Di Giannicola  | Moto X Racing     | Stop And Go             | Suzuki GSX-R1000   | P     |
| 49  | Enzo Chiapello        | Driver Cuneo      |                         | Honda CBR1000RR    | D     |
| 50  | Dante Del Vecchio     | Ligurbike         | Playteam                | Yamaha YZF-R1      | M     |
| 51  | Davide Grandi         | Firenze           |                         | Yamaha YZF-R1      | P     |
| 53  | Giuseppe Aloisio      | Ducale            | S. Boselli Racing       | Suzuki GSX-R1000   | P     |
| 55  | Letizia Marchetti     | Roma              |                         | Ducati 999         | M     |
| 55  | Letizia Marchetti     | Roma              | P                       | Ducati 999         |       |
| 57  | Simone Conti          | Nico Martinelli   | Grillini Racing Team    | Yamaha YZF-R1      | P     |
| 58  | Robert Gianfardoni    | Ducale            | RG Team                 | Ducati 999         | P     |
| 59  | Riccardo Bertolini    | A.M. Modenese     | Boselli Racing          | Suzuki GSX-R1000   | P     |
| 59  | Riccardo Bertolini    | A.M. Modenese     | Boselli Racing          | Suzuki GSX-R1000   | M     |
| 61  | Alessandro Filippini  | De Vai            |                         | Yamaha YZF-R1      | P     |
| 61  | Alessandro Filippini  | De Vai            | D                       | Yamaha YZF-R1      |       |
| 64  | Norino Brignola       | Città di Fano     | M2 Racing               | Honda CBR1000RR    | D     |
| 66  | Paolo Costa           | Osio Sotto        | Emmebi Team             | Honda CBR1000RR    | P     |
| 69  | Andrea Mazzali        | Svalvolati        |                         | MV Agusta F̩4 312 R | M     |
| 71  | Claudio Corti         | Biassono          | Team Yamaha Motor It.   | Yamaha YZF-R1      | P     |
| 73  | Fabrizio Ippoliti     | Moto X Racing     |                         | Suzuki GSX-R1000   | P     |
| 73  | Fabrizio Ippoliti     | Moto X Racing     | M                       | Suzuki GSX-R1000   |       |
| 74  | Filippo Bondioli      | Migliori          | Ram Racing Team         | Yamaha YZF-R1      | D     |
| 76  | Luca Chiavazza        | Cocconato         |                         | MV Agusta F4 312 R | P     |
| 76  | Luca Chiavazza        | Cocconato         | Ducati 999              |                    | P     |
| 78  | Gianni Fagioli        |                   | David Racing            | Kawasaki ZX-10R    | P     |
| 86  | Luca Bogdan           | Crostolo          | Metasystem RS           | Yamaha YZF-R1      | D     |
| 88  | Luca Rufoloni         | Amici per la Moto |                         | Yamaha YZF-R1      | M     |
| 88  | Luca Rufoloni         | Amici per la Moto | D                       | Yamaha YZF-R1      |       |
| 90  | Roberto Festa         | CF Promotion      |                         | Yamaha YZF-R1      | D     |
| 91  | Christian Mazzoleri   | Racing de Berghem |                         | Suzuki GSX-R1000   | P     |
| 91  | Christian Mazzoleri   | Racing de Berghem | D                       | Suzuki GSX-R1000   |       |
| 93  | Antonio Mancuso       | Ducati Catania    |                         | Ducati 999         | D     |
| 94  | Fulvio Faccietti      | Bisso Galeto      | Ram Racing Team         | Yamaha YZF-R1      | D     |
| 96  | Luca Pini             | Ducale            | Playbike                | Yamaha YZF-R1      | P     |
| 96  | Luca Pini             | Ducale            | Playbike                | Yamaha YZF-R1      | D     |
| 99  | Luca Scassa           | A.M. Aretina      | Unionbike Gimotorsports | MV Agusta F̩4 312 R | P     |
| 101 | Giovanni Baggi        | Pandino           | Team Spring Ducati      | Ducati 999         | P     |
| 111 | Ulisse Facchetti      | Lampadina         |                         | Ducati 999         | P     |
| 113 | Paolo Blora           | G.S. Fiamme Oro   | T.R. Team               | Ducati 999         | P     |
| 113 | Paolo Blora           | G.S. Fiamme Oro   | T.R. Team               | Ducati 999         | D     |
| 118 | G. Riotti             | Ducale            | Boselli Racing          | Suzuki GSX-R1000   | P     |
| 122 | Luca Bono             | Ducati Vicenza    | Team Gomme & Service    | Honda CBR1000RR    | D     |
| 186 | Ayrton Badovini       | Biassono          |                         | Kawasaki ZX-10R    | P     |
| 191 | F. De Giovanni        | Velletri          |                         | Ducati 999         | P     |
| 215 | A. Sellone            | CF Promotion      |                         | Ducati 999         | P     |
| 391 | Alessandro Gramigni   | Firenze           |                         | Yamaha YZF-R1      | D     |
| 511 | Simone Bonfanti       | Bosisio Parini    |                         | Honda CBR1000RR    | P     |
| 610 | Cristian Gipponi      | Franciacorta      |                         | Suzuki GSX-R1000   | P     |
| 610 | Cristian Gipponi      | Franciacorta      | D                       | Suzuki GSX-R1000   |       |

| Legenda            |
| ------------------ |
| Pilota wildcard    |
| Pilota sostitutivo |

#### Classifica Piloti[30]
Vi sono delle diversità tra la classifica piloti ed i resoconti di gara nelle due prove di Misano e Mugello in quanto vi prende parte, come wild card senza punti, il britannico Thomas Bridewell, su Suzuki. Bridewell mette insieme un ritiro e tre piazzamenti tra i primi quindici, nei quali gli altri piloti scalano in avanti in classifica.
| Pos. | Pilota                | Moto               | 1 MUG1 | 2 MON | 3 VAL | 4 MIS1 | 5 MIS2 | 6 MUG2 | P.ti |
| ---- | --------------------- | ------------------ | ------ | ----- | ----- | ------ | ------ | ------ | ---- |
| 1    | Luca Scassa           | MV Agusta          | 2      | Rit   | 2     | 2      | 1      | 1      | 110  |
| 2    | Claudio Corti         | Yamaha             | 1      | 1     | 4     | 4      | Rit    | 5      | 87   |
| 3    | Luca Conforti         | Honda              | 5      | 2     | 3     | 5      | 4      | 6      | 81   |
| 4    | Norino Brignola       | Honda              | Rit    | 5     | 1     | 1      | 3      | Rit    | 77   |
| 5    | Lorenzo Mauri         | Ducati             | 6      | 3     | 5     | 3      | Rit    | 7      | 62   |
| 6    | Riccardo Chiarello    | Suzuki             | Rit    | Rit   | 9     | 7      | 5      | 2      | 47   |
| 7    | Maurizio Prattichizzo | MV Agusta          | 4      | 4     | 6     | Rit    | 6      | Rit    | 46   |
| 8    | Marco Borciani        | Ducati             |        | 6     | 8     | 6      | Rit    | 3      | 44   |
| 9    | Luca Pini             | Yamaha             |        | 7     | 7     | Rit    | 7      | 8      | 35   |
| 10   | Ferdinando Di Maso    | Suzuki             | 9      | Rit   | 11    | 8      | 8      | Rit    | 28   |
| 11   | Roberto Festa         | Yamaha             | 11     | 10    | 10    | Rit    | Rit    | 10     | 23   |
| 12   | Fulvio Faccietti      | Yamaha             | 7      | 9     | 30    | NP     | 13     | 14     | 21   |
| 13   | Ayrton Badovini       | Kawasaki           |        |       |       |        | 2      |        | 20   |
| 14   | Paolo Blora           | Ducati             | 8      | 14    | Rit   | 10     |        | 12     | 20   |
| 15   | Mauro Lucchiari       | Ducati             | 3      |       |       |        |        |        | 16   |
| 16   | Andrea Di Giannicola  | Suzuki             | Rit    | 11    | 13    | 9      | 16     | 30     | 15   |
| 17   | Alessandro Gramigni   | Yamaha             |        |       |       |        |        | 4      | 13   |
| 18   | Giuseppe Zannini      | Honda              | 12     | 13    | 18    | Rit    | 10     | 26     | 13   |
| 19   | Simone Conti          | Honda              | Rit    | 12    | Rit   | Rit    | 11     | Rit    | 9    |
| 20   | Claudio Cipriani      | Honda              |        | 8     |       |        |        |        | 8    |
| 21   | Massimo Signorin      | Honda              | 10     | 25    | 14    | Rit    | Rit    | 18     | 8    |
| 22   | Antonio Mancuso       | Ducati             |        |       |       |        |        | 9      | 7    |
| 23   | Davide Grandi         | Yamaha             | 16     | Rit   | Rit   | Rit    | 9      | 20     | 7    |
| 24   | Valter Durigon        | Yamaha             | 20     | 27    | 19    | 13     | 12     | 19     | 7    |
| 25   | Andrea Mazzali        | MV Agusta          |        |       |       |        |        | 11     | 5    |
| 26   | Alessandro Filippini  | Yamaha             |        | 21    | 16    | 11     |        |        | 5    |
| 27   | Giovanni Baggi        | Ducati             |        | 16    | 12    | Rit    | 20     | 15     | 5    |
| 28   | Luca Chiavazza        | MV Agusta e Ducati | 18     | 24    | Rit   | 12     |        | Rit    | 4    |
| 29   | Cristian Gipponi      | Suzuki             |        | 15    |       |        |        | 13     | 4    |
| 30   | Cosimo Diviccaro      | Yamaha             | 14     | 17    | Rit   | NP     | 14     | Rit    | 4    |
| 31   | Filippo Bondioli      | Yamaha             | 13     | 28    | 17    | 18     | 19     | 17     | 3    |
| 32   | Enzo Chiapello        | Honda              | NP     |       | 21    | 14     | 24     | 23     | 2    |
| 33   | Luca Bogdan           | Yamaha             | 19     | 23    | 20    | 16     | 15     | 22     | 1    |
| 34   | Cosimo Chirone        | Suzuki             |        |       |       | 15     |        |        | 1    |
| 35   | Gabriele Perri        | Yamaha             |        |       | 15    |        |        |        | 1    |
| 36   | Paolo Costa           | Yamaha             | 15     |       |       |        |        |        | 1    |
| Pos. | Pilota                | Moto               | 1 MUG1 | 2 MON | 3 VAL | 4 MIS1 | 5 MIS2 | 6 MUG2 | P.ti |

| Legenda | 1º posto        | 2º posto            | 3º posto           | A punti      | Senza punti        | Grassetto – Pole position Corsivo – Giro più veloce |
| Legenda | Gara non valida | Non qual./Non part. | Ritirato/Non class | Squalificato | '-' Dato non disp. | Grassetto – Pole position Corsivo – Giro più veloce |

#### Classifica Costruttori
| Pos. | Costruttore | 1 MUG1 | 2 MON | 3 VAL | 4 MIS1 | 5 MIS2 | 6 MUG2 | P.ti |
| ---- | ----------- | ------ | ----- | ----- | ------ | ------ | ------ | ---- |
| 1    | MV Agusta   | 2      | 4     | 2     | 2      | 1      | 1      | 123  |
| 2    | Honda       | 5      | 2     | 1     | 1      | 3      | 6      | 107  |
| 3    | Yamaha      | 1      | 1     | 4     | 4      | 7      | 4      | 98   |
| 4    | Ducati      | 3      | 3     | 5     | 3      | 20     | 3      | 75   |
| 5    | Suzuki      | 9      | 11    | 9     | 7      | 5      | 2      | 59   |
| 6    | Kawasaki    | 23     | 29    | 23    | 22     | 2      | 24     | 20   |

### Supersport
Pur non chiudendo alcuna gara nei primi quindici, ci sono piloti stranieri in ognuna delle gare in calendario e sono i seguentiː
- Thomas Caiani, su Kawasaki, chiude diciottesimo a Monza, sedicesimo a Vallelunga, ventesimo e ritirato nelle due prove a Misano.
- Eduard Blokhin, su Yamaha, prende parte a tutte le gare previste chiudendole tutte fuori dai primi quindici. Miglior piazzamento è il diciannovesimo posto a Vallelunga.
- Oleg Pozdneev, su Yamaha, prende parte a tutte le gare tranne Monza. Le chiude tutte fuori dai primi quindici. Miglior piazzamento è il ventesimo posto a Vallelunga.
- A. Komissarov, su Yamaha, chiude diciottesimo nella prima prova di Misano.
- Valery Yurchenko, su Yamaha, chiude trentesimo nella seconda prova del Mugello.
- Gino Rea, su Yamaha, chiude diciannovesimo a Monza.
- Yannick Guerra, su Yamaha, chiude ventunesimo a Monza.

Gli altri piloti scalano in avanti in classifica a punti nelle gare portate a termine dai piloti sopracitati.

#### Classifica Piloti[31]
Dove non indicata la nazionalità si intende pilota italiano. Le motociclette in competizione sono equipaggiate con pneumatici forniti da Pirelli, Dunlop e Metzeler.
| Pos. | Pilota               | Moto              | 1 MUG1 | 2 MON | 3 VAL | 4 MIS1 | 5 MIS2 | 6 MUG2 | P.ti |
| ---- | -------------------- | ----------------- | ------ | ----- | ----- | ------ | ------ | ------ | ---- |
| 1    | Massimo Roccoli      | Yamaha            | 1      | 2     | [ 3 ] | 1      | 1      | 1      | 120  |
| 2    | Danilo Marrancone    | Yamaha            | 2      | 1     | 1     | Rit    | 2      | 3      | 106  |
| 3    | Alessandro Brannetti | Yamaha            | 16     | 8     | 2     | 3      | 3      | 5      | 71   |
| 4    | Cristiano Migliorati | Kawasaki          | 4      | 3     | 3     | 10     | 4      | 10     | 70   |
| 5    | Franco Battaini      | Yamaha            | 3      | 4     | Rit   | 2      | Rit    | 2      | 69   |
| 6    | Alessio Corradi      | Triumph           | 6      | 6     | 6     | 7      | 8      | 7      | 56   |
| 7    | Roberto Lunadei      | Honda             | 8      | 5     | 4     | 5      | 10     | 12     | 53   |
| 8    | Terence Toti         | Suzuki            | 7      | 11    | 5     | 11     | 5      | 14     | 43   |
| 9    | Alessio Velini       | Yamaha            | 9      | Rit   | 9     | 8      | 11     | 9      | 34   |
| 10   | Alessio Palumbo      | Kawasaki          | 11     | Rit   | 11    | 4      | 6      | 16     | 33   |
| 11   | Diego Ciavattini     | Honda             | 5      | 7     | Rit   | 19     | 7      | 13     | 32   |
| 12   | Diego Giugovaz       | Honda             | Rit    | NP    | 7     | 6      | Rit    | 11     | 24   |
| 13   | Alex Sassaro         | Triumph e Honda   | 13     | 20    | 10    | 13     | 13     | 8      | 23   |
| 14   | Roberto Lacalendola  | Triumph           |        |       |       |        | 14     | 4      | 15   |
| 15   | Mirko Giansanti      | Kawasaki          |        |       |       |        | 12     | 6      | 14   |
| 16   | Filippo Corsi        | Yamaha            | 12     | 13    | 12    | 15     | Rit    | 19     | 12   |
| 17   | Andrea Iommi         | Honda             | 10     | 12    | NP    |        |        |        | 10   |
| 18   | Michele Pirro        | Yamaha            |        |       | 8     |        |        |        | 8    |
| 19   | Giuseppe Barone      | Honda             |        |       |       | 20     | 9      | 15     | 8    |
| 20   | Sergio Ruggiero      | Yamaha            | 5      | 9     | Rit   | NP     |        |        | 8    |
| 21   | Nico Morelli         | Yamaha            |        | 16    |       | 9      |        |        | 7    |
| 22   | Danilo Dell'Omo      | Honda             |        | 10    |       |        |        | 17     | 6    |
| 23   | Andrea Ballerini     | Honda             |        |       |       | 12     | Rit    | Rit    | 4    |
| 24   | Luca Zorzi           | Yamaha e Kawasaki | 14     | 14    | Rit   | Rit    | Rit    | 25     | 4    |
| 25   | Gilles Boccolini     | Kawasaki          | 18     |       | 13    |        |        |        | 3    |
| 26   | Eddi La Marra        | Suzuki            |        | 17    |       | 14     |        |        | 2    |
| 27   | Paolo Vino           | Yamaha            |        |       | 14    |        |        |        | 2    |
| 28   | Andrea Boscoscuro    | Yamaha            |        |       |       | 15     |        |        | 1    |
| 29   | Alessandro Bonecchi  | Yamaha            |        |       | 15    |        |        |        | 1    |
| 30   | Bruno Pagnoni        | Honda             | 17     | 15    | Rit   | 16     | 18     | 22     | 1    |
| Pos. | Pilota               | Moto              | 1 MUG1 | 2 MON | 3 VAL | 4 MIS1 | 5 MIS2 | 6 MUG2 | P.ti |

| Legenda | 1º posto        | 2º posto            | 3º posto           | A punti      | Senza punti        | Grassetto – Pole position Corsivo – Giro più veloce |
| Legenda | Gara non valida | Non qual./Non part. | Ritirato/Non class | Squalificato | '-' Dato non disp. | Grassetto – Pole position Corsivo – Giro più veloce |

#### Classifica Costruttori
| Pos. | Costruttore | 1 MUG1 | 2 MON | 3 VAL | 4 MIS1 | 5 MIS2 | 6 MUG2 | P.ti |
| ---- | ----------- | ------ | ----- | ----- | ------ | ------ | ------ | ---- |
| 1    | Yamaha      | 1      | 1     | 1     | 1      | 1      | 1      | 150  |
| 2    | Kawasaki    | 4      | 3     | 3     | 4      | 4      | 6      | 81   |
| 3    | Honda       | 5      | 5     | 4     | 5      | 7      | 8      | 63   |
| 4    | Triumph     | 6      | 6     | 6     | 7      | 8      | 4      | 60   |
| 5    | Suzuki      | 7      | 11    | 5     | 11     | 5      | 14     | 43   |
| NC   | Ducati      | 22     |       | 17    | Rit    |        |        | 0    |

### Stock 1000
Vi sono delle diversità tra la classifica piloti ed i resoconti di alcune gare in quanto vi prendono parte, come wild card senza punti, i seguenti piloti:
- Chris Seaton, su Suzuki, si ritira a Monza e chiude nono a Vallelunga.
- Alex Lowes, su Kawasaki, chiude ventiduesimo a Vallelunga.
- Loic Napoleone, su Yamaha, si ritira a Vallelunga e nella seconda prova al Mugello.
- Cameron Stronach, su Kawasaki, chiude ventiquattresimo a Monza.
- Haralnbos Paraskevopoulus, su Yamaha, si classifica ventiseiesimo e trentesimo nelle due prove di Misano.

Gli altri piloti scalano in avanti in classifica a punti nelle gare portate a termine dai piloti sopracitati.

#### Classifica Piloti[32]
Dove non indicata la nazionalità si intende pilota italiano. Le motociclette in competizione sono equipaggiate con pneumatici forniti da Pirelli, Dunlop, Metzeler e Continental.
| Pos. | Pilota                 | Moto             | 1 MUG1 | 2 MON | 3 VAL | 4 MIS1 | 5 MIS2 | 6 MUG2 | P.ti |
| ---- | ---------------------- | ---------------- | ------ | ----- | ----- | ------ | ------ | ------ | ---- |
| 1    | Michele Pirro          | Yamaha           | 1      | 2     | 1     | 2      | 1      | 4      | 128  |
| 2    | Davide Giugliano       | Suzuki           | 3      | 1     | 2     | 1      | 3      | 2      | 122  |
| 3    | Stefano Cruciani       | Ducati           | 7      | 10    | 4     | 3      | 2      | 1      | 89   |
| 4    | Michele Magnoni        | Yamaha           | 6      | 3     | 6     | 5      | 4      | 3      | 76   |
| 5    | Alessandro Polita      | Ducati           | 2      | 5     | 5     | 4      | Rit    | 8      | 63   |
| 6    | Fabrizio Pellizzon     | Kawasaki         | 4      | 4     | 13    | 11     | 10     | 5      | 51   |
| 7    | Gino Salvatore         | Yamaha           | 11     | 8     | 3     | 15     | 11     | 6      | 45   |
| 8    | Simone Saltarelli      | Suzuki           | 9      | 6     | 12    | 9      | 9      | 13     | 38   |
| 9    | Luca Verdini           | Yamaha           | 5      | Rit   | Rit   | 6      | 5      | 11     | 37   |
| 10   | Enrico Sirch           | Yamaha           | 12     | 20    | 10    | 10     | 8      | 9      | 31   |
| 11   | Emanuele Russo         | Honda            | 28     | 28    | 17    | 7      | 6      | 7      | 29   |
| 12   | Augusto Flavio Gentile | Yamaha           | 10     | 11    | Rit   | 8      | 7      | 15     | 29   |
| 13   | Matteo Baiocco         | Kawasaki         | 8      | 12    | 7     | Rit    | Rit    | Rit    | 21   |
| 14   | Ilario Dionisi         | MV Agusta        |        |       | 8     | Rit    | 12     | 10     | 18   |
| 15   | Ivan Goi               | Yamaha           | 19     | 7     | Rit   | 13     | 13     | 19     | 15   |
| 16   | Fabio Laviola          | Suzuki           | 20     | 9     | 11    | 19     | Rit    |        | 12   |
| 17   | Davide Caselli         | Ducati e Honda   | 14     | 19    | 9     |        |        | 18     | 9    |
| 18   | Roberto Rozza          | Ducati           | 13     | Rit   |       | 12     | 17     |        | 7    |
| 19   | Michele Conti          | Honda            | 27     | 23    | 14    | 18     | 15     | 12     | 7    |
| 20   | Federico Pica          | Yamaha           | 15     | 13    | Rit   | 24     |        |        | 4    |
| 21   | Marco Muzio            | Kawasaki e Honda | 18     | 18    | 19    | 14     | 16     | 14     | 4    |
| 22   | Francesco Ciacci       | Yamaha           | 26     | 15    | Rit   | Rit    | 14     | 20     | 3    |
| 23   | Nicola Campedelli      | Yamaha           | 32     | 14    | 24    | 21     | 20     | 26     | 2    |
| Pos. | Pilota                 | Moto             | 1 MUG1 | 2 MON | 3 VAL | 4 MIS1 | 5 MIS2 | 6 MUG2 | P.ti |

| Legenda | 1º posto        | 2º posto            | 3º posto           | A punti      | Senza punti        | Grassetto – Pole position Corsivo – Giro più veloce |
| Legenda | Gara non valida | Non qual./Non part. | Ritirato/Non class | Squalificato | '-' Dato non disp. | Grassetto – Pole position Corsivo – Giro più veloce |

#### Classifica Costruttori
| Pos. | Costruttore | 1 MUG1 | 2 MON | 3 VAL | 4 MIS1 | 5 MIS2 | 6 MUG2 | P.ti |
| ---- | ----------- | ------ | ----- | ----- | ------ | ------ | ------ | ---- |
| 1    | Yamaha      | 1      | 2     | 1     | 2      | 1      | 3      | 131  |
| 2    | Suzuki      | 3      | 1     | 2     | 1      | 3      | 2      | 122  |
| 3    | Ducati      | 2      | 5     | 4     | 3      | 2      | 1      | 105  |
| 4    | Kawasaki    | 4      | 4     | 7     | 11     | 10     | 5      | 57   |
| 5    | MV Agusta   | 16     | 26    | 8     | 29     | 12     | 10     | 18   |
| NC   | KTM         |        | Rit   | Rit   | 28     | 26     | 23     | 0    |

### Classe 125
Vi sono delle diversità tra la classifica piloti ed i resoconti di tre gare in quanto vi prendono parte, come wild card senza punti, i seguenti piloti:
- Jonas Folger, su KTM, chiude secondo nella prima prova al Mugello.
- Lukas Sembera, su Aprilia, prende parte alla seconda prova di Misano classificandosi ottavo.
- Gregory Di Carlo, su Honda, prende parte alla seconda prova di Misano classificandosi diciannovesimo.
- Maxime Mestagh, su Honda, si ritira nella seconda prova di Misano.
- Nelson Major, su Honda, si ritira nella seconda prova di Misano.
- Raemy Damien, su Honda, prende parte alla seconda prova del Mugello classificandosi quindicesimo.
- Robin Mulhauser, su Honda, prende parte alla seconda prova del Mugello classificandosi diciannovesimo.
- R. De Tournay, su Honda, prende parte alla seconda prova del Mugello classificandosi ventunesimo.
- Florian Marino, su Honda, prende parte alla seconda prova del Mugello classificandosi ventiduesimo.
- Eric Vionnet, su Honda, si ritira nella seconda prova del Mugello.

Gli altri piloti scalano in avanti in classifica a punti nelle gare portate a termine dai piloti sopracitati.

#### Classifica Piloti[33]
Dove non indicata la nazionalità si intende pilota italiano. Tutte le motociclette in competizione sono equipaggiate con pneumatici forniti dalla Dunlop.
| Pos. | Pilota                | Moto            | 1 MUG1 | 2 MON | 3 VAL | 4 MIS1 | 5 MIS2 | 6 MUG2 | P.ti |
| ---- | --------------------- | --------------- | ------ | ----- | ----- | ------ | ------ | ------ | ---- |
| 1    | Lorenzo Savadori      | Aprilia         | 1      | 2     | 1     | 2      | 1      | 2      | 135  |
| 2    | Riccardo Moretti      | Honda           | 5      | 1     | 2     | 1      | 2      | 1      | 126  |
| 3    | Ferruccio Lamborghini | Aprilia         | Rit    | 7     | 9     | 7      | 3      | 3      | 57   |
| 4    | Davide Stirpe         | Honda           | 9      | 9     | 6     | 9      | 5      | 7      | 51   |
| 5    | Gennaro Sabatino      | Aprilia         | Rit    | 10    | 3     | 5      | 4      | Rit    | 46   |
| 6    | Luca Marconi          | Honda           | 7      | 6     | Rit   | 8      | 7      | 6      | 46   |
| 7    | Luigi Morciano        | Aprilia         | Rit    | 8     | 4     | 15     | 6      | 4      | 45   |
| 8    | Gabriele Ferro        | Honda           | 2      | 4     | Rit   | 21     | Rit    | 5      | 44   |
| 9    | Marco Ravaioli        | Aprilia         | 4      | 3     | Rit   | 6      |        |        | 39   |
| 10   | Roberto Farinelli     | Aprilia         | 10     | 13    | 7     | 16     | 8      | 9      | 33   |
| 11   | Luca Vitali           | Aprilia         | 6      | 5     | Rit   | 11     | Rit    | 11     | 31   |
| 12   | Alessio Capuano       | Friba           | 11     | 16    | 5     | 4      | Rit    | Rit    | 29   |
| 13   | Jacopo Caraffini      | Aprilia         | 20     | 12    | 12    | 12     | 11     | 10     | 23   |
| 14   | Alessandro Tonucci    | Aprilia         |        |       |       | 3      | 12     |        | 20   |
| 15   | Stefano Musco         | Aprilia         | 3      | Rit   | Rit   | 14     |        |        | 18   |
| 16   | Matteo Della Bianca   | Honda e Aprilia | Rit    | 17    | 14    | Rit    | 10     | 8      | 16   |
| 17   | Raffaele Vargas       | Aprilia         | 19     | Rit   | 18    | 10     | 9      | 14     | 15   |
| 18   | Nicolas Stizza        | Aprilia         | 13     | 14    | 13    | 18     | 13     | 12     | 15   |
| 19   | Martina Fratoni       | Honda           | 17     | 11    | 8     |        |        |        | 13   |
| 20   | Federico Mandatori    | Honda           | 8      |       |       |        |        |        | 8    |
| 21   | Raffaele Mattiello    | Honda           | 18     | Rit   | 11    | 17     | 14     | Rit    | 7    |
| 22   | Tiziano Amicucci      | Honda           |        |       | 10    | Rit    |        |        | 6    |
| 23   | Rosario Paratore      | Honda           | 12     | Rit   | 15    | 20     | Rit    | 18     | 5    |
| 24   | Nicola Jr. Morrentino | Aprilia         |        |       |       |        |        | 13     | 3    |
| 25   | Alejandro Pardo       | Honda           |        |       | 21    | 13     | Rit    | Rit    | 3    |
| 26   | Marcello Brignoli     | Aprilia         | 14     | 18    | Rit   | Rit    | 18     | Rit    | 2    |
| 27   | Matteo Bacchini       | Honda           |        |       |       |        |        | 15     | 1    |
| 28   | Kevin Calia           | Honda           |        |       |       |        | 15     | Rit    | 1    |
| 29   | Matteo Traversa       | Honda           | Rit    | 15    | 16    |        |        |        | 1    |
| 30   | Federico Monti        | Honda           | 15     |       | Rit   |        |        | 17     | 1    |
| Pos. | Pilota                | Moto            | 1 MUG1 | 2 MON | 3 VAL | 4 MIS1 | 5 MIS2 | 6 MUG2 | P.ti |

| Legenda | 1º posto        | 2º posto            | 3º posto           | A punti      | Senza punti        | Grassetto – Pole position Corsivo – Giro più veloce |
| Legenda | Gara non valida | Non qual./Non part. | Ritirato/Non class | Squalificato | '-' Dato non disp. | Grassetto – Pole position Corsivo – Giro più veloce |

#### Classifica Costruttori
| Pos. | Costruttore | 1 MUG1 | 2 MON | 3 VAL | 4 MIS1 | 5 MIS2 | 6 MUG2 | P.ti |
| ---- | ----------- | ------ | ----- | ----- | ------ | ------ | ------ | ---- |
| 1    | Aprilia     | 1      | 2     | 1     | 2      | 1      | 2      | 135  |
| -    | Honda       | 2      | 1     | 2     | 1      | 2      | 1      | 135  |
| 3    | Friba       | 11     | 16    | 5     | 4      | Rit    | Rit    | 29   |
| NC   | KTM         | NV     |       |       |        |        |        | 0    |

## Sistema di punteggio
| Pos.  | 1  | 2  | 3  | 4  | 5  | 6  | 7 | 8 | 9 | 10 | 11 | 12 | 13 | 14 | 15 | 16> |
| Punti | 25 | 20 | 16 | 13 | 11 | 10 | 9 | 8 | 7 | 6  | 5  | 4  | 3  | 2  | 1  | 0   |